# Purpura Kasjusza

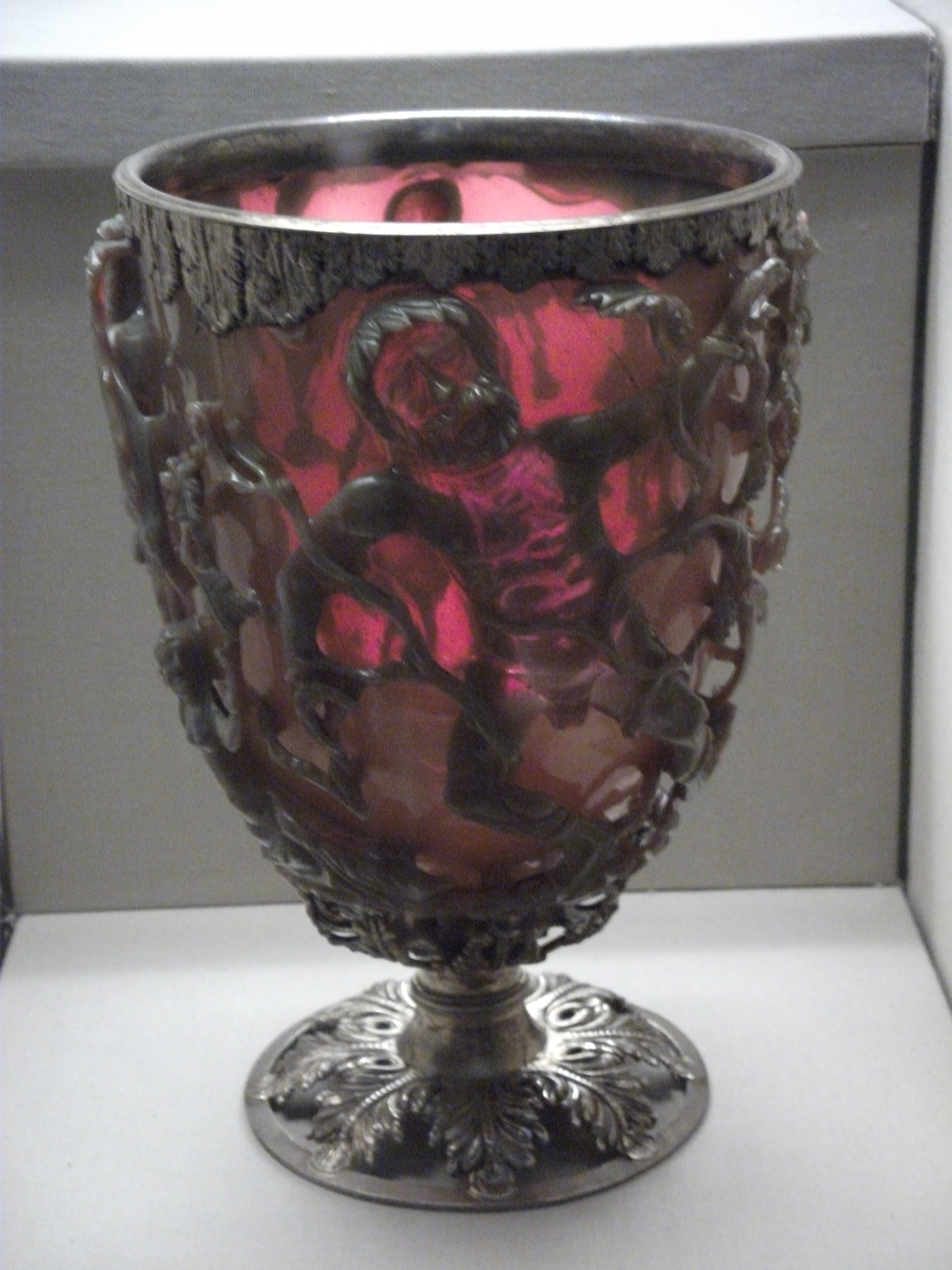
Rzymski puchar Likurga z IV w. Nanocząstki (70 nm) złota i srebra, rozproszone w postaci koloidu w szkle są odpowiedzialne za jego barwę

Purpura Kasjusza – zol złota barwy czerwonej stosowany do produkcji szkła rubinowego, barwienia porcelany i emalii.
Nazwa pochodzi od nazwiska niemieckiego lekarza i chemika Andreasa Cassiusa z Lejdy, który opisał substancję w dziele De Auro w 1685 roku. Była ona jednak znana już wcześniej, od czasów starożytnego Egiptu; sposób barwienia koloidalnym złotem szkła i ceramiki znali Georgius Agricola i Paracelsus. Metodę produkcji koloidalnego kompleksu z chlorku złota(III) i wodorotlenku cyny(II) opisał w 1659 roku Johann Glauber, a alchemik i wykładowca uniwersytetu w Wittenberdze Johann Kunckel w manufakturze w Poczdamie produkował seryjnie pomiędzy 1679 a 1689 rokiem szklane wyroby, z których wiele zachowało się do dziś.
Purpurę Kasjusza można otrzymać działaniem chlorku cyny(II) na roztwór kwasu chlorozłotowego lub chlorku złota(III). W zależności od warunków reakcji, złoto osadzone na cząsteczkach dwutlenku cyny nadają kolor od czerwonego do purpurowego.